# Dick Roth
Dick Roth (n. 26 septembrie 1947, Palo Alto, California, SUA) este un înotător american, medaliat olimpic. A participat la o ediție a Jocurilor Olimpice (1964) în care a câștigat două medalii de aur.